# Aéroport de Tchimeï
Pour les articles homonymes, voir CMJ.
L'aérodrome de Tchimeï ou Cimei (code IATA : CMJ • code OACI : RCCM) est un aéroport desservant Qimei, une île du comté de Penghu, à Taïwan.

## Situation
| \| 20 km1:1 721 000 \| Taipei-Taoyuan Taipei Songshan Kaohsiung Taichung Tainan Hualien Chiayi Lutao Hengchun Kinmen Magong Beigan Nangan Lanyu · île des Orchidées Pingtung Tchimeï Taitung Wangan |
| 20 km1:1 721 000 |

## Installations
L'aéroport a une piste qui a une longueur de 843 m.

## Statistiques
Pour des raisons techniques, il est temporairement impossible d'afficher le graphique qui aurait dû être présenté ici.

Voir la requête brute et les sources sur Wikidata.

## Compagnies aériennes et destinations
| Compagnies | Destinations      |
| ---------- | ----------------- |
| Daily Air  | Kaohsiung, Magong |

Édité le 03/08/2018